# Utebo
Utebo (aragónul Utevo) kisváros Spanyolországban,  Zaragoza tartományban. Utebo Zaragoza és Sobradiel községekkel határos. Lakosainak száma 19 022 fő (2024).

## Népesség
A település népessége az utóbbi években az alábbiak szerint változott:
| Lakosok száma | 11 345 | 13 227 | 15 912 | 17 677 | 18 281 | 18 429 | 18 593 | 18 691 | 18 881 | 19 022 |
|               | 2001   | 2004   | 2007   | 2009   | 2012   | 2014   | 2017   | 2019   | 2022   | 2024   |